# Storkvammen
Der Storkvammen (norwegisch für Großes Saumtal) ist ein Bergkessel im ostantarktischen Königin-Maud-Land. Auf der Ostseite des Alexander-von-Humboldt-Gebirges im Wohlthatmassiv liegt es zwischen den Kliffs Eidsgavlen und Kvamsgavlen.
Entdeckt und aus der Luft fotografiert wurde das Tal bei der Deutschen Antarktischen Expedition 1938/39 unter der Leitung des Polarforschers Alfred Ritscher. Norwegische Kartographen, die es auch benannten, kartierten es anhand von Vermessungen und Luftaufnahmen der Dritten Norwegischen Antarktisexpedition (1956–1960).